# Guerra del Dominio
La Guerra del Dominio es un conflicto bélico ficticio que aparece en la serie de ciencia ficción Star Trek: Espacio profundo 9 librada entre el año 2371 y el año 2375 entre dos bandos; el Dominio (conformado por los Fundadores, los Jem'Hadar, los Vorta y los Cardasianos junto a sus aliados los Breen) contra la Alianza (compuesta por las diferentes especies de la Federación Unida de Planetas, los Klingon, los Romulanos, los Bajoranos y los Ferengi).
A pesar de los rating relativamente bajos de la serie, los episodios sobre la Guerra del Dominio tuvieron altos índices de audiencia. Los productores de la serie buscaron crear un enemigo que, a diferencia de los Borg, sirviera como una fuerza poderosa pero con la que se pudiera interactuar. La creación del Dominio, un estado multiplanetario totalitario y cruel buscaba generar una "versión maligna" de la Federación. Algunos críticos aseguran que dicha temática belicista pudo haber chocado con la visión pacifista y optimista del creador de la franquicia Gene Roddenberry.

## Historia

### Preludio
Con la entrada de la Federación en el Cuadrante Gamma a través del Pasadizo Bajorano agujero de gusano el Dominio se enteró de la posibilidad de entrar en el Cuadrante Alfa. Viendo a la Federación como amenaza por haber entrado en su territorio sin permiso y deseoso de expandir su orden en el Cuadrante Alfa, el Dominio trabajó para que eso fuera posible un día. Para ello se infiltraron en él a través de los Fundadores, verdaderos expertos en infiltración, e incluso orquestaron a través de esos espías guerras para ese propósito.  
Mientras tanto la Federación y el resto del Cuadrante Alfa, aclarada respecto a las intenciones del Dominio por Odo, un fundador disidente que tuvo contacto con los fundadores, empezaba a prepararse para la venidera guerra, algo que los Fundadores también utilizaron parcialmente contra ellos.

### La guerra
Finalmente, en 2373 el Dominio pudo afianzarse en el Cuadrante Alfa cuando el cardasiano Gul Dukat tomó el poder en Cardasia y anunció que la Unión Cardasiana, azotada por una gran guerra contra los Klingons orquestada por el Dominio y obsesionada con delirios de grandeza, se unía al Dominio para poder actuar contra ellos y ser luego los líderes del Cuadrante Alfa. Los intentos de evitarlo fallaron cuando un Fundador saboteó con éxito el intento de la Federación de cerrar el Pasadizo hasta el punto de hacerlo desde entonces imposible. De esa manera una muy gran flota del Dominio preparada para ese momento pudo entrar en el Cuadrante Alfa y llegar a Cardasia, lo que posibilitó el anuncio de Gul Dukat, creando así las bases para la guerra venidera. Adicionalmente, en los meses siguientes, más refuerzos vinieron del Cuadrante Gamma mientras que incrementaba aún más su influencia en el Cuadrante Alfa. 
Eso llevó a que a finales de 2373 la Federación minase el Pasadizo para evitar que viniesen aún más refuerzos del Cuadrante Gamma que llevase al Dominio a una situación aún más ventajosa respecto a la Federación y sus aliados. Eso llevó a que las hostilidades comenzasen cuando el Dominio atacó bajo el mando de Gul Dukat y consiguió ocupar tras una batalla Espacio Profundo 9 en la apertura del Pasadizo Bajorano con el propósito de remover esas minas, mientras que al mismo tiempo las fuerzas aliadas de la Federación y el Imperio Klingon invadieron destruyeron un astillero del Dominio en espacio Cardasiano. 
Luego los aliados se retiraron a una estación espacial cerca de Espacio Profundo Nueve. De allí intentaron recuperar el territorio perdido en los cuatro meses siguientes, pero sufrieron brutales bajas hasta que el Capitán Sisko pudo organizar una fuerza especial para retomar Espacio Profundo 9. Una flota del Dominio interceptó la fuerza especial justo al borde del espacio bajorano, pero fue flanqueada a tiempo por refuerzos en una batalla espectacular, una de las más grandes en la historia de la Federación. A pesar de que el Dominio finalmente pudo remover a tiempo las minas delante del pasadizo, los aliados aun así consiguieron la victoria en Bajor cuando 2800 naves del Dominio procedentes del Cuadrante Gamma enviadas como refuerzos para la guerra fueron destruidos gracias a la intervención de los seres del pasadizo conocidos como los Profetas de Bajor, que necesitaban a Sisko, lo que posibilitó la recuperación de Espacio Profundo Nueve. La victoria contribuyó a la caída de Gul Dukat.
La derrota llevó a que el Dominio tuviese que retirarse a territorio cardasiano. Desde entonces la guerra continuó en la frontera mientras que ninguno de los dos contendientes ganaba una clara ventaja. Finalmente, en 2374, el Imperio Galáctico Romulano, que se quedó antes al margen de la guerra, entró en ella del lado de los Aliados, lo que puso a la Federación en ventaja, la cual la aprovechó para lanzarse finalmente a la ofensiva e incluso adentrarse en territorio cardasiano.

### Fin de la guerra
Más tarde, la misteriosa raza de los Breen se unió a las fuerzas del Dominio, y envió un ataque devastador contra el Cuartel de la Federación en la Tierra (DS9, "The Changing Face of Evil"). Más tarde pudo infligir a la alianza una muy gran derrota. Mucho indicaba, que el Dominio iba a ganar después de ello la guerra, cuando, poco después, una rebelión cardasiana contra el régimen del Dominio tuvo lugar bajo el liderazgo de Damar, el sucesor de Dukat, que veía la alianza con los Breen como un desastre para Cardasia. 
Esa rebelión paralizó el avance y el Dominio fue finalmente derrotado cuando, durante un ataque final de los aliados contra el Dominio en la órbita de Cardasia, la flota cardasiana también se rebeló y cambió de bando ayudando a la flota aliada contra el Dominio en venganza por las atrocidades del Dominio contra la población a causa de la rebelión. Antes de rendirse, sin embargo, el Dominio lanzó en venganza un ataque genocida contra los cardasianos, matando a más de 800 millones de ellos (DS9, "What You Leave Behind").
Los Fundadores mismos fueron casi exterminados por una plaga, que en ralidad era un arma biológica diseñada por los agentes de la agencia clandestina de la Federación conocida como la Sección 31, quienes deliberadamente infectaron a Odo con ella sin que los supiese utilizándolo así como portador de esa enfermedad esperando que éste los contagiara sin saberlo por medio del Gran Enlace, cosa que ocurrió más tarde. Al final de las hostilidades, los Fundadores fueron curados por Odo, que recibió la cura a través de Julian Bashir, que se la arrebató a Sección 31 por la fuerza.